# Староаврамовский сельский совет (Хорольский район)
Староаврамовский сельский совет (укр. Староаврамівська сільська рада) — входит в состав
Хорольского района
Полтавской области
Украины.
Административный центр сельского совета находится в 
с. Староаврамовка.

## Населённые пункты совета
- с. Староаврамовка
- с. Бутовцы
- с. Глубокая Долина
- с. Княжая Лука
- с. Пристань
- с. Радьки
- с. Стайки